# مجموعه آتشگاه طوالش
مجموعه آتشگاه مربوط به دوران‌های تاریخی پس از اسلام است و در شهرستان طوالش، بخش مرکزی، روستای مکش واقع شده و این اثر در تاریخ ۱۹ مرداد ۱۳۸۴ با شمارهٔ ثبت ۱۲۸۱۷ به‌عنوان یکی از آثار ملی ایران به ثبت رسیده است.